# 都島町 (名古屋市)
都島町（つしまちょう）は、愛知県名古屋市昭和区の地名。

## 歴史

### 沿革
- 1931年（昭和6年）4月1日 - 中区御器所町の一部により、同区都島町が成立[3]。
- 1937年（昭和12年）10月1日 - 昭和区編入により、同区都島町となる[3]。
- 1942年（昭和17年）8月25日 - 昭和区御器所町と境界を変更する[3]。
- 1972年（昭和47年） - 昭和区御器所一丁目・御器所二丁目・村雲町にそれぞれ編入され消滅[3]。